# Toro Rosso STR4
La Toro Rosso STR4 è una vettura di Formula 1 progettata da Adrian Newey e Geoff Willis con la quale la scuderia di Faenza affronta il campionato mondiale 2009. I piloti della monoposto sono Sébastien Bourdais e Sébastien Buemi. Bourdais viene sostituito nel corso della stagione dal debuttante Jaime Alguersuari, che diventa, all’epoca, il più giovane pilota a prendere parte a un Gran Premio di Formula 1.
Gemella della Red Bull RB5, ne differisce per il motore Ferrari, montato al posto del Renault che spinge la RB5. Dalla nascita della squadra essa è la prima vettura assemblata e realizzata a Faenza.
La vettura è stata presentata il 9 marzo 2009 presso il circuito di Barcellona.

## Specifiche tecniche
Giorgio Ascanelli, direttore tecnico della Toro Rosso, ha affermato che la STR4 non è una copia della Red Bull RB5 per quanto le due vetture sono state entrambe concepite dalla struttura ingegneristica Red Bull Technology con sede a Milton Keynes. In effetti la monoposto della Toro Rosso ha subito delle profonde rivisitazioni per consentire l'installazione del motore V8 Ferrari. Se le caratteristiche principali delle vetture sono comuni (lunghezza, passo, ripartizione del peso), l'installazione del motore ha prodotto delle differenze a livello di alimentazione, serbatoio, sistema di raffreddamento e sistema di lubrificazione.
Solo dal Gran Premio d'Ungheria la STR4 ha a disposizione il doppio diffusore posteriore.

## Stagione 2009
La vettura, pur in assenza di molti test, fa un buon esordio portando a punti nella gara d'apertura in Australia, grazie alla squalifica di Lewis Hamilton, entrambi i piloti, con Buemi che coglie così i primi punti in F1 all'esordio nella categoria.
In Cina Buemi è autore di una gara maiuscola sotto la pioggia, fermata solo da un tamponamento con Sebastian Vettel. Lo svizzero è comunque capace di chiudere a punti. Dal Gran Premio di Spagna viene messa in pista una vettura che rappresenta una forte evoluzione del modello con il quale è stata iniziata la stagione.
Dal Gran Premio d'Ungheria il posto del francese Sébastien Bourdais viene preso dal debuttante spagnolo Jaime Alguersuari
La vettura dimostra una miglior competitività solo nelle ultimissime gare della stagione. Buemi conquista punti sia in Brasile che ad Abu Dhabi. La Toro Rosso giunge però comunque ultima nel campionato costruttori.

## Piloti
| Piloti ufficiali         | Piloti ufficiali   | Piloti ufficiali |
| Nazione                  | Nome               | Numero           |
| ------------------------ | ------------------ | ---------------- |
| Francia (bandiera)       | Sébastien Bourdais | 11               |
| Spagna (bandiera)        | Jaime Alguersuari  | 11               |
| Svizzera (bandiera)      | Sébastien Buemi    | 12               |
| Piloti di riserva        |                    |                  |
| Nazione                  | Nome               | Nome             |
| Nuova Zelanda (bandiera) | Brendon Hartley    | Brendon Hartley  |
| Regno Unito (bandiera)   | David Coulthard    | David Coulthard  |

## Risultati in Formula 1
| Anno | Team                | Motore             | Gomme | Piloti      |   |    |    |    |     |     |    |     |     |    |     |     |     |     |     |    |     | Punti | Pos. |
| ---- | ------------------- | ------------------ | ----- | ----------- | - | -- | -- | -- | --- | --- | -- | --- | --- | -- | --- | --- | --- | --- | --- | -- | --- | ----- | ---- |
| 2009 | Scuderia Toro Rosso | Ferrari 056 2.4 V8 | B     | Bourdais    | 8 | 10 | 11 | 13 | Rit | 8   | 18 | Rit | Rit |    |     |     |     |     |     |    |     | 8     | 10º  |
| 2009 | Scuderia Toro Rosso | Ferrari 056 2.4 V8 | B     | Alguersuari |   |    |    |    |     |     |    |     |     | 15 | 16  | Rit | Rit | Rit | Rit | 14 | Rit | 8     | 10º  |
| 2009 | Scuderia Toro Rosso | Ferrari 056 2.4 V8 | B     | Buemi       | 7 | 16 | 8  | 17 | Rit | Rit | 15 | 18  | 16  | 16 | Rit | 12  | 13  | Rit | Rit | 7  | 8   | 8     | 10º  |

| Legenda | 1º posto     | 2º posto | 3º posto    | A punti         | Senza punti/Non class.  | Grassetto – Pole position Corsivo – Giro più veloce |
| Legenda | Squalificato | Ritirato | Non partito | Non qualificato | Solo prove/Terzo pilota | Grassetto – Pole position Corsivo – Giro più veloce |